# Église Sainte-Gemmes de Sainte-Gemmes-le-Robert
L'église Sainte-Gemmes est une église catholique située à Sainte-Gemmes-le-Robert, dans le département français de la Mayenne.

## Localisation
L'église est située dans le bourg de Sainte-Gemmes-le-Robert, en bordure des routes départementales 20 et 517.

## Histoire
Dédiée à sainte Gemmes, l'église actuelle conserve de l'édifice primitif les bases d'une tour romane. Des travaux importants ont été entrepris aux XIVe siècle et XVe siècle.

## Intérieur
L'église abrite un bénitier en granit du XVe siècle et un autre du XVIIe siècle. En outre, elle renferme un fragment d'une statue en bois du XVIe siècle représentant le Christ, un tableau peint en 1895 par Albert Vivet ayant pour thème l'Annonciation, et un retable en tuffeau et marbre réalisé par François Langlois en 1689. Une délibération des paroissiens autorise leur procureur fabricier, Étienne Le Bariller, à traiter avec des charretiers pour « voiturer les marbres du maître-autel » de leur église, suivant la convention passée avec Langlois.
La chaire en bois de chêne, d'une hauteur de 5,50 mètres, a été réalisée en 1841.